# Renault 17
 Ikke at forveksle med Renault FT-17.
Renault 17 eller R17 var en tredørs coupé introduceret af Renault i juli 1971. Bilen med forhjulstræk på basis af Renault 12 var efterfølgeren for Renault Caravelle med motorer fra Renault 16.
Samtidig med R17 kom søstermodellen Renault 15 på markedet. Den adskilte sig gennem enklere forlygter fra R12, en enklere sidelinie og en mindre 1.300 cm³-motor med 44 kW (60 hk) som R15 TL. R15 TS var udstyret med samme motor som R17 TL, på 1.565 cm³ med 66 kW (90 hk). R15 fandtes kun som lukket coupé, altså ikke med targatag. De bageste sideruder kunne kun åbnes på klem og ikke rulles ned.

## Historie
R17 blev bygget hos Renault España i Palencia.
Renault 17 TL havde en firecylindret rækkemotor på 1.565 cm³ med 66 kW (90 hk), som gav bilen en topfart på 170 km/t. Forhjulene var ophæng enkeltvis på dobbelte tværlænker med skruefjedre og med hydrauliske teleskopstøddæmpere og stabilisatorer. Bilen havde skivebremser på forhjulene og tromlebremser på baghjulene.
Udover coupéversionen fandtes der en targaversion. Den samtidig introducerede model Renault 17 TS havde benzinindsprøjtning, hvilket gav motoren en effekt på 79 kW (107 hk) og en topfart på 180 km/t. Bilen kunne som alternativ til den femtrins manuelle gearkasse også fås med tretrins automatgear.
I efteråret 1974 fik modellerne TS og Automatic et lidt større motor på 1.605 cm³. Med indstillingen R12 Gordini kunne R17 nu fås med dette tilnavn.

### Facelift
I marts 1976 blev for- og bagpartiet modificeret. Den faceliftede model kunne kendes på de bredere forlygter. Samtidig fik TS-modellen en endnu større motor på 1.647 cm³, som var identisk med motoren i R16 TX og nu kun havde dobbelt karburator og 72 kW (98 hk). Topfarten lå på ca. 175 km/t.
Efter kun tre års byggetid udgik R17 Gordini af programmet i sommeren 1977.
I august 1979 ophørte produktionen. Efterfølgeren hed Renault Fuego og kom på markedet i foråret 1980.

## I udlandet
I USA blev bilen også solgt under betegnelsen Renault Gordini Coupé Convertible, og i Italien og Spanien som Renault 177, da 17 der gælder som ulykkestal.